# Ach Gott, vom Himmel sieh darein
Ach Gott, vom Himmel sieh darein (Ô Dieu, du ciel, regarde ici-bas), BWV 2, est une cantate sacrée de Johann Sebastian Bach composée à Leipzig en 1724.

## Histoire et livret
Bach compose cette cantate dans le cadre de son deuxième cycle annuel pour le deuxième dimanche après la Trinité  et la dirige le 18 juin 1724, à l'église Saint-Nicolas. Pour cette destination liturgique, une autre cantate a franchi le seuil de la postérité : la BWV 76. Les lectures prescrites pour le jour étaient la Première épître de Jean 3 13–18, et Luc 14 –24. La cantate est basée sur le choral Ach Gott, vom Himmel sieh darein de Martin Luther (1524), qui paraphrase  le psaume 12. Les paroles sont reprises telles quelles dans les premier et sixième mouvements. Un poète inconnu, qui pourrait être le fidèle Picander, a transcrit l'idée des strophes 2 à 5 en récitatifs et en arias.

## Structure et instrumentation
La cantate est écrite pour quatre trombones, deux hautbois, deux violons, alto et basse continue avec trois voix solistes (alto, ténor, basse) et chœur à quatre voix. Les trombones jouent colla parte avec le chœur.
Il y a six mouvements :
1. chœur : Ach Gott, vom Himmel sieh darein
2. récitatif (ténor) : Sie lehren eitel falsche List
3. aria (alto) : Tilg, o Gott, die Lehren
4. récitatif (basse) : Die Armen sind verstört
5. aria (ténor) : Durchs Feuer wird das Silber rein
6. choral : Das wollst du, Gott, bewahren rein

## Musique
Dans les premier et dernier mouvements sur les paroles originales du choral, la musique imite le style « archaïque », les instruments doublant les voix. Dans le premier mouvement, la mélodie du choral est chantée par la voix alto en de longues notes, chaque ligne étant préparée par les entrées fuguées des autres parties du même thème. Le deuxième mouvement est un récitatif secco en arioso sur deux lignes similaires au paroles du choral marqué adagio. L'aria de l'alto est écrite en style « moderne » avec un solo de violon jouant de vives figurations. Le récitatif de basse est accompagné des cordes et l'aria du ténor est mise en contraste par un concerto des hautbois et des cordes qui restent silencieux dans la section centrale jusqu'à la transition au da capo.

## Source
- (en) Cet article est partiellement ou en totalité issu de l’article de Wikipédia en anglais intitulé « Ach Gott, vom Himmel sieh darein, BWV 2 » (voir la liste des auteurs).